# Wasyl Hołoborod´ko
Wasyl Iwanowycz Hołoborod´ko (ukr. Васи́ль Іва́нович Голоборо́дько; ur. 7 kwietnia 1945 we wsi Adrianopil w obwodzie ługańskim) – ukraiński poeta, członek Narodowego Związku Pisarzy Ukrainy (1988).

## Życiorys
Wasyl Hołoborod´ko urodził się 7 kwietnia 1945 roku we wsi Adrianopil położonej w obwodzie ługańskim. W 1963 roku ukończył szkołę średnią, a od roku 1964 studiował filologię ukraińską na Narodowym Uniwersytecie Kijowskim im. Tarasa Szewczenki. Był także studentem pedagogiki Donieckiego Uniwersytetu Narodowego. W 1967 roku został usunięty z tej uczelni za prowadzenie nielegalnej działalności wydawniczej (samwydaw). Latem 1967 roku podjął próbę kontynuowania nauki w Instytucie Literatury im. Maksyma Gorkiego w Moskwie. Mimo wielkiego sukcesu w konkursie dla młodych literatów nie został przyjęty. W latach 1968–1970 jako żołnierz przebywał na Dalekim Wschodzie. Pracował również jako górnik i elektryk w kołchozie. Wyższe wykształcenie zdobył w 2001 roku na Państwowym Uniwersytecie Pedagogicznym im. Tarasa Szewczenki w Ługańsku. A w roku 2002 uzyskał tytuł magistra za badania poświęcone semantyce ukraińskich bajek.
Debiutował na łamach prasy literackiej, ale już jego pierwsze publikacje w latach 1963-1965 przykuwały uwagę czytelników. Po 1968 roku, kiedy wstrzymano druk jego utworów w zbiorowym wydaniu młodych poetów, wiersze W. Hołoborod´ki krążyły jedynie w drugim obiegu. Były to zbiorki: Łetiucze wikonce, Pastuch kwitiw, Ikar na metełykowych kryłach, Wid krynyci do krynyci. W 1970 roku na Zachodzie w wydawnictwie Smołoskyp (Paryż-Baltimore) ukazał się obszerny wybór z tych zbiorków, przyczynił się on jednak do jeszcze większej politycznej dyskryminacji poety na terytorium Ukrainy. Przez ponad 20 lat istniał oficjalny zakaz wydawania jego wierszy i pisania na jego temat. W 1988 roku, kiedy zniesiono to ograniczenie, na Ukrainie wydano pierwszy oficjalny tomik W. Hołoborod´ki Zełen deń, a dwa lata później Ikar na metełekowych kryłach.
Za zbiorek Zełen deń poeta otrzymał nagrodę im. Wasyla Symonenki, a w 1994 roku został laureatem Państwowej Nagrody im. Tarasa Szewczenki za zbiorki Ikar na metełekowych kryłach i Kałyna ob rizdwi.
Od 1988 W. Hołoborod´ko należy do Narodowego Związku Pisarzy Ukrainy, a od 1997 do Związku Pisarzy Ukraińskich. Od 2004 roku jest także członkiem Towarzystwa Naukowego im. Tarasa Szewczenki. Do 2001 roku mieszkał we wsi, w której się urodził, obecnie mieszka w Ługańsku.
Poezje Hołoborod´ki tłumaczono na język niemiecki, francuski, rosyjski, portugalski, estoński, łotewski oraz polski. Pierwsze polskie przekłady ukazały się w Antologii poezji ukraińskiej w 1977 roku. Później twórczość Hołoborod´ki prezentowały: Tygodnik literacki (1990), periodyk Zustriczi (1991), Więź (1991), Powroty nieobecnych (1990), antologia Czarnobylski autograf (1991).

## Twórczość
Wasyl Holoborod´ko zadebiutował jako poeta, ale znane są również jego prace naukowe poświęcone ukraińskiemu folklorowi.

### Poezja
- Łetiucze wikonce – Paryż – Baltimore 1970
- Zełen deń – Kijów 1988
- Ikar na metełekowych kryłach – Kijów 1990
- Kałyna ob rizdwi – Kijów 1992
- Słowa u wyszywanych soroczkach - Kijów 1999
- Posiwalnyk – Ługańsk 2002
- Ukrajinśki ptachy w ukrajinśkomu krajewydi – Charków 2002
- Dochła kiszka – Donieck 2004
- Łetiucze wikonce – Kijów 2005
- My jdemo – Kijów 2005

### Prace naukowe
- "Oj winku, mij winku...": Oznaky diwoczoho winka jak osnowy dla joho metaforycznoji transformaciji w ukrajinśkych narodnych kazkach – 1999
- "Sołowejku, swatku, swatku...": Mifopoetyczna transformacija ukrajinśkoho obriadu swatannia w ukrajinśkych narodnych kazkach. - 2002

### Artykuły
- "Nacionalnyj kołoryt" czy nacionalnyj zmist kazkowoho naratywu – 2007
- Wiz prywiw losza. – 2003
- Semantyka kazkowoho motywu „dwoje starszych bratiw, jakym dwanadciatyhołowyj zmij zdyraje pasy szkiry.” – 2003
- Wynyknennia kazkowych motywiw na pidstawi aktualizaciji ta realizaciji ta wnutrisznioji formy tabujowanoho w sociumi słowa na poznaczennia kojitusu. – 2004
- Metasemiotyczna transformacija dejakych aspektiw nastannia dorosłosti diwczyny w ukrajinśkych narodnych kazkach. – 2007